# Ивановское (Тихвинский район)
Ивановское — деревня в Шугозёрском сельском поселении Тихвинского района Ленинградской области.

## История
Согласно семитопографической карте Новгородской губернии 1847 года деревня называлась Иванова.

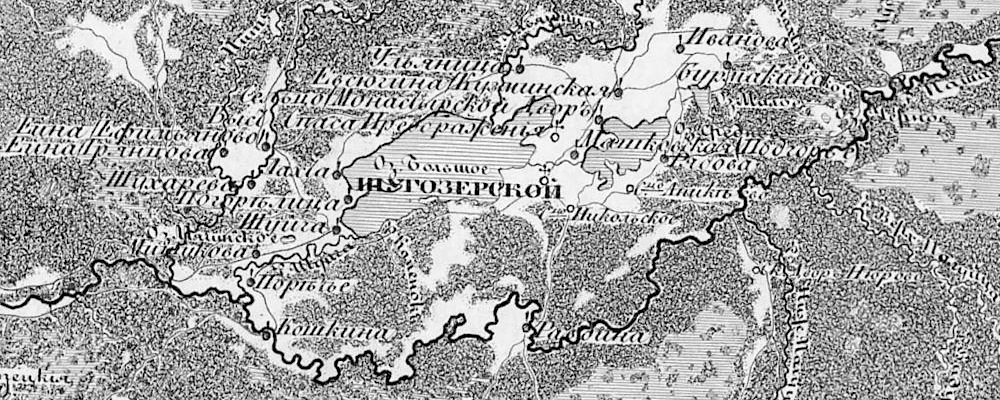
Деревня Ивановское на карте 1847 года

ИВАНОВСКОЕ (ИВАНОВО) — деревня Кузьминского общества, прихода Большешугозёрского погоста. 

Крестьянских дворов — 11. Строений — 15, в том числе жилых — 12.

Число жителей по семейным спискам 1879 г.: 31 м. п., 31 ж. п.; по приходским сведениям 1879 г.: 28 м. п., 31 ж. п.

По данным «Трудов комиссии по исследованию кустарной промышленности в России» выпуска 1882 года жители деревни занимались бондарным промыслом.
В конце XIX — начале XX века деревня административно относилась к Кузьминской волости 2-го земского участка 2-го стана Тихвинского уезда Новгородской губернии.

ИВАНОВСКОЕ (ИВАНОВО) — деревня Кузьминского общества, дворов — 16, жилых домов — 29, число жителей: 47 м. п., 43 ж. п.
 
Занятия жителей — земледелие, рубка и сплав леса. Две кузницы. (1910 год)

По сведениям на 1 января 1913 года в деревне было 123 жителя из них детей в возрасте от 8 до 11 лет — 12 человек.
С 1917 по 1918 год деревня Ивановское входила в состав Кузьминской волости Тихвинского уезда Новгородской губернии. 
С 1918 года в составе Череповецкой губернии.
С 1924 года в составе Капшинской волости.
С 1927 года в составе Кузьминского сельсовета Капшинского района.
Согласно карте Ленинградской области Северо-западного аэрогеодезического треста ГГУ издания 1932 года деревня насчитывала 10 крестьянских дворов:
| Внешние изображения | Внешние изображения                   |
| ------------------- | ------------------------------------- |
|                     | Деревня Ивановское на карте 1932 года |

По данным 1933 года деревня называлась Иваново и входила в состав Кузьминского сельсовета Капшинского района Ленинградской области.
В 1958 году население деревни Ивановское составляло 104 человека.
С 1963 года в составе Тихвинского района.
По данным 1966 и 1973 годов деревня Ивановское также входила в состав Кузьминского сельсовета.
По данным 1990 года деревня Ивановское входила в состав Шугозёрского сельсовета.
В 1997 году в деревне Ивановское Шугозёрской волости проживали 19 человек, в 2002 году — 16 человек (все русские).
В 2007 году в деревне Ивановское Шугозёрского СП проживали 14 человек, в 2010 году — 16.

## География
Деревня расположена в северо-восточной части района на автодороге 41К-946 (Озровичи — Пашозеро — Шугозеро — Ганьково).
Расстояние до административного центра поселения — 3 км.
Расстояние до ближайшей железнодорожной станции Тихвин — 71,5 км.
Деревня находится к северу от озера Малое.

## Демография
| 2007 | 2010 | 2017 |
| ---- | ---- | ---- |
| 14   | ↗16  | ↗19  |

### Национальный состав
Согласно данным Всероссийской переписи населения 2021 года в деревне проживали 7 человек, все русские.

## Улицы
Ключевая, Центральная.